# Torus

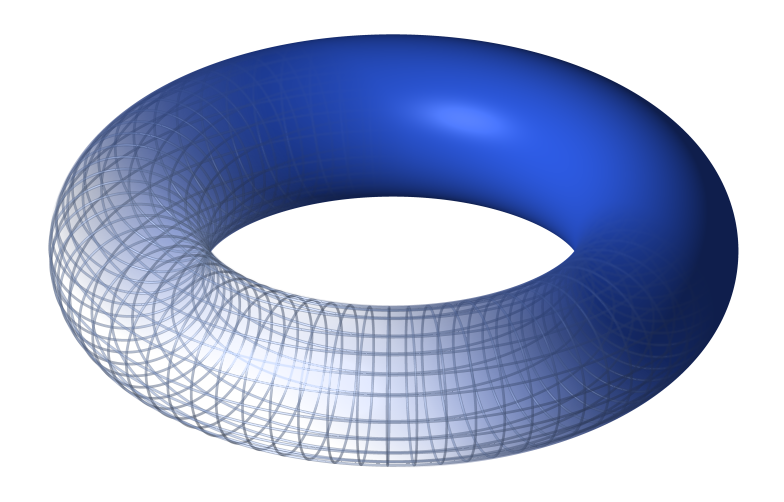
Torus

Een torus (meervoud: tori of torussen) is een driedimensionaal omwentelingslichaam, dat ontstaat door een cirkel te wentelen om een lijn die zich in het vlak van de cirkel bevindt. Als deze lijn de cirkel niet snijdt of raakt, is het resultaat een open torus welke ringvormig is, of vergelijkbaar met de binnenband van een fiets.
Het oppervlak van een open torus is: 4 π2 r R
De inhoud van een open torus is: 2 π2 r2 R
De cartesische vergelijking wordt gegeven door: {\displaystyle \left({\sqrt {x^{2}+y^{2}}}-R\right)^{2}+z^{2}=r^{2}}
Een mogelijke parametrisatie van een torus rond de z-as is {\displaystyle {x=\cos(u)(R+r\cos(v)),y=\sin(u)(R+r\cos(v)),z=r\sin(v)}} waar zowel u als v variëren van 0 tot 2π.
Hierin is r de straal van de cirkel en R de afstand tussen het middelpunt van de cirkel en de verticale as.

## Soorten torussen

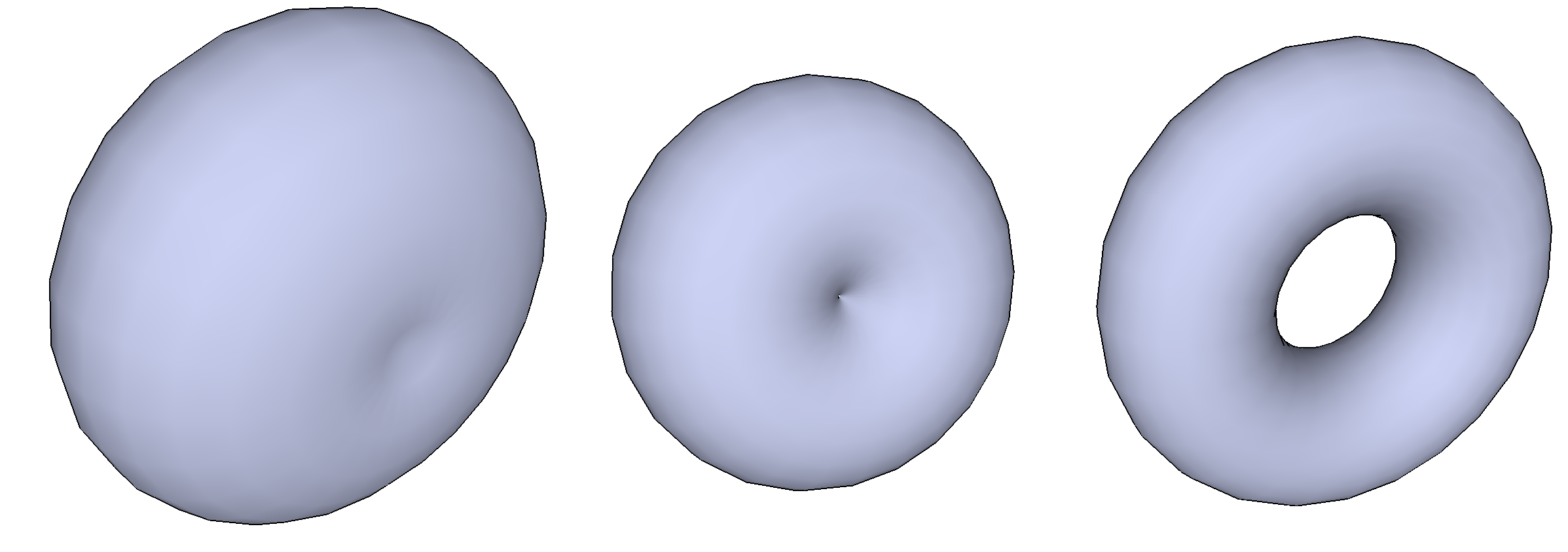
Drie soorten torussen.
Van links naar rechts: gesloten torus (R < r), torus met tot één punt samengetrokken gat (R = r), en open torus (R > r).

Afhankelijk van de verhouding tussen R en r kan men drie soorten torussen onderscheiden:
- Als {\displaystyle R>r}, is het een open torus (ringvormig).
- Als {\displaystyle R\leq r}, is het een gesloten torus:
  - bij {\displaystyle R=r} is de opening samengetrokken in één punt;
  - bij {\displaystyle R<r} zijn van de opening slechts twee „kuiltjes” over, die minder diep worden naarmate R dichter naar 0 nadert.

Als R = 0, zijn de kuiltjes weg en is de torus ontaard in een bol.
In meer dimensies is de 3-torus gedefinieerd.

## Binnenstebuiten keren

Een torus kan topologisch binnenstebuiten worden gekeerd.

Het is in topologische zin mogelijk een binnenband via het ventielgat binnenstebuiten te keren. Hierbij wordt verondersteld dat het rubber zeer ver rekbaar is. Tekent men een lijn in de lengterichting van de torus en keert men de torus binnenstebuiten, dan komt de lijn natuurlijk aan de binnenkant, en bovendien in de breedterichting van de torus.

## Voorbeelden

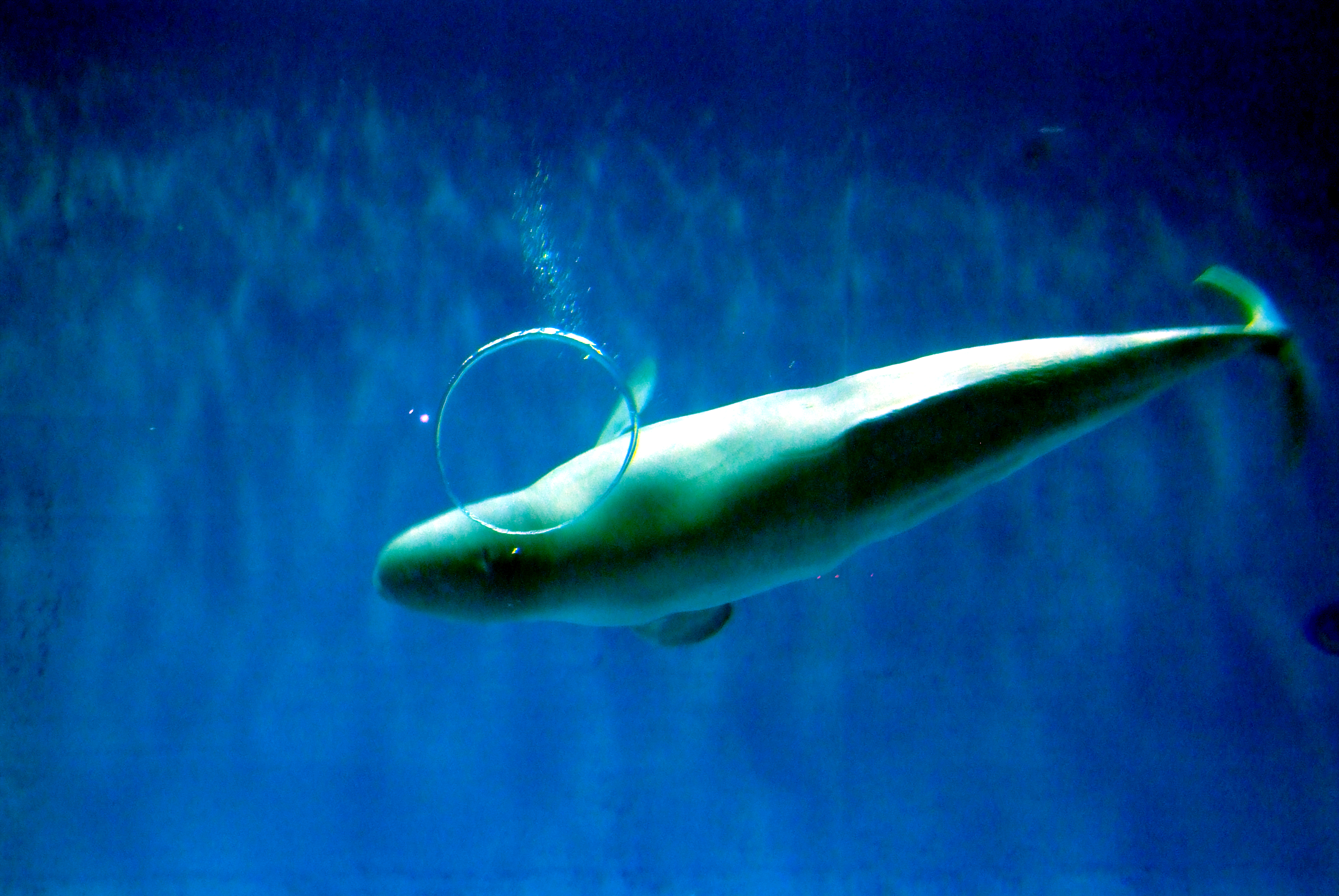
Een door een witte dolfijn gemaakte werveling in de vorm van een torus (toroïdale vortex).

- Voorbeelden van een torus uit het dagelijks leven zijn de donut van de warme bakker, en de binnenband van een auto of een fiets.
- Een door dolfijnen gemaakte werveling in de vorm van een torus (toroïdale vortex) is een zich voortbewegende "magische" ring.
- Bij onderzoek naar kernfusie wordt vaak gebruikgemaakt van een tokamak, een type onderzoeksreactor met een torusvormige plasmakamer. De naam tokamak is een Russische afkorting, waarbij de lettergreep to staat voor torus. Een voorbeeld van een tokamakreactor is de Joint European Torus in Culham (Engeland).